# Fildu de Mijloc
Fildu de Mijloc – wieś w Rumunii, w okręgu Sălaj, w gminie Fildu de Jos. W 2011 roku liczyła 416 mieszkańców.